# Spodnja Selnica
Spodnja Selnica je naselje v Občini Selnica ob Dravi.